# Sumino (Kotlina Płocka)
Sumino – jezioro w woj. mazowieckim, w powiecie gostynińskim, w gminie Gostynin, leżące na terenie Kotliny Płockiej, w pobliżu miejscowości Gorzewo.

## Charakterystyka
Jest to zbiornik rynnowy. Brzegi jeziora są zbudowane z piasków warstwowych z domieszką żwirów, od południa urozmaicone lasy na piaszczystych wydmach. Ostoja ptactwa wodnego m.in. kormorana, czapli siwej.

## Morfometria
Według danych Instytutu Meteorologii i Gospodarki Wodnej powierzchnia zwierciadła wody jeziora wynosi 34,6 ha. Średnia głębokość zbiornika wodnego to 3,6 m, a maksymalna – 7,8 m. Objętość jeziora wynosi 1245,6 tys. m³. Maksymalna długość jeziora to 1750 m, a szerokość 320 m. Długość linii brzegowej wynosi 3950 m. Lustro wody znajduje się na wysokości 75,3 m n.p.m.